# Mozilla Corporation
Mozilla Corporation (MoCo) — дочерняя компания Mozilla Foundation, созданная 3 августа 2005 года. Ей были переданы функции по разработке и распространению Mozilla Firefox и Mozilla Thunderbird (разработка Mozilla Thunderbird с 14 февраля 2008 года передаётся Mozilla Messaging). Mozilla Corporation взяла на себя ответственность за планирование выпусков, маркетинг и дистрибуцию программ. Она также управляет отношениями с бизнесом. В отличие от Mozilla Foundation, Mozilla Corporation является налогоплательщиком, что даёт ей бо́льшую свободу в распоряжении денежными средствами и выборе видов деятельности.
27 февраля 2017 года компания приобрела сервис отложенного чтения Pocket.

### Yahoo
В ноябре 2014, Mozilla заключила пятилетний контракт с Yahoo!, сделав поисковую систему Yahoo! Search поисковиком по умолчанию в браузере Firefox в США. 17 ноября 2017 года, с выходом Firefox Quantum, Google вновь стал поисковиком по умолчанию в Firefox.

### Известные сотрудники
- Gian-Carlo Pascutto
- Сюард Джулиан
- Tantek Çelik[англ.]

### Известные сотрудники, перешедшие в другие компании
- Брендан Эйх, создатель языка программирования JavaScript.
- Джон Резиг, сейчас разработчик в Академии Хана.
- Майк Шрёпфер, ныне в Facebook.